# Nordisk Tidende
Nordisk Tidende est un journal publié entre 1891 et 1983 aux États-Unis et écrit en norvégien.

## Historique
Nordisk Tidende est un journal fondé en 1891 par Emil Nielsen. Celui-ci est arrivé aux États-Unis en provenance d'Horten en 1887. Il est imprimeur de métier et il n'arrive pas à trouver de travail aux États-Unis.  Il décide alors de fonder son propre journal le Nordisk Tidende et le premier numéro est publié le 2 janvier 1891. Au début et dans l'optique de se faire connaître, le journal publie des ragots et il est considéré comme un journal de presse à sensation. Cependant, rapidement, le journal évolue et cherche à publier des articles de meilleure qualité.
En 1900, New-York et ses environs compte 11 000 Norvégiens et le journal se fait une place dans cette communauté. En 1914, il y a environ 600 journaux publiés en norvégien sur l'ensemble des États-Unis. En 1917, les États-Unis s'engagent dans la Première Guerre Mondiale et ils décident de réglementer les publications en langue étrangère sur leur territoire notamment afin de lutter contre l'espionnage (Espionage Act of 1917). Ainsi, le journal doit désormais être publié majoritairement en anglais.
En 1926, Carl Søyland (en), un journaliste arrivé aux États-Unis en 1920, est engagé. Plus tard, il devient rédacteur en chef du journal entre 1940 et 1962. Pendant la Seconde Guerre mondiale, le journal n'est pas censuré et il joue un rôle important d'informations auprès de la communauté norvégienne aux États-Unis. Il relaie les communications de la résistance norvégienne. À l'époque, le journal compte Sigrid Undset comme journaliste ainsi que d'autres personnalités norvégiennes de premier plan.
En 1946, les États-Unis comptait encore une quarantaine de journaux partiellement publiés en Norvégien et plus que 3 en 1980. En 1983, la publication s'arrête. À la suite de l'arrêt de la publication de Nordisk Tidende, d'autres publications ont vu le jour dont The Norwegian American (en). En 2017, la Bibliothèque nationale de Norvège rend accessible l'intégralité des numéros de Nordisk Tidende sur son site.